# The Aztecs
A The Aztecs a Doctor Who sorozat hatodik része, amit 1964. május 23. és június 13. között vetítették négy epizódban. Ebben az részben említi meg először a Doktor, hogy az időbe sose szabad beavatkozni (legalábbis feltűnően).

## Történet
A Tardis a 15. században egy ősi azték templomban materializálódni. Barbarát egy istennő megtestesítőjének hiszik. Megpróbálná rávenni az aztékokat, hogy hagyják abba az emberáldozatokat. a Doktor azonban győzködi, hogy hagyja a történelmet a maga útján, inkább szökjenek el, mielőtt még észrevennék az ottani papok, hogy ők nem is istenek.

## Epizódok címei
- 1. rész: The Temple of Evil (magyarul: A gonosz temploma)
- 2. rész: The Warriors of Death (magyarul: A halál harcosai)
- 3. rész: The Bride of Sacrifice (magyarul: A menyasszony áldozatai)
- 4. rész: The Day of Darkness (magyarul: A sötétség napja)

## Könyvkiadás
A könyvváltozatát 1984. szeptember 20-án adta ki a Target könyvkiadó.

## Otthoni kiadás
- VHS-en 1999-ben adták ki.
- DVD-n 2009. szeptember 21-én adták ki.